# Appula santarensis
Appula santarensis är en skalbaggsart som beskrevs av Franceschini 2002. Appula santarensis ingår i släktet Appula och familjen långhorningar. Inga underarter finns listade i Catalogue of Life.